# پیرمردها
پیرمردها یک مجموعه تلویزیونی محصول سال ۱۳۸۸–۱۳۸۷ به کارگردانی سپهر محمدی،  می‌باشد که از شبکه دو پخش شد.

## بازیگران
- عزت‌الله رمضانی‌فر
- علیرضا رعیت